# Junkyard (album)
Pour les articles homonymes, voir Junkyard.
Albums de The Birthday Party
Prayers on Fire
(1981) Mutiny/The Bad Seed
(1983)
Junkyard est un album de The Birthday Party sorti en 1982 ; il est considéré par certains comme le chef-d'œuvre du groupe. En termes de style, il a été qualifié de fusion « art/psych/blues/punk ». La pochette de l'album reproduit un dessin de Rat Fink, célèbre personnage du dessinateur Ed Roth. Il a été conçu dans des circonstances chaotiques : Tracy Pew passe trois mois en prison pour vol et état d'ivresse au volant, alors que la plupart des chansons sont déjà enregistrées à Melbourne ; Phill Calvert est licencié et les autres membres du groupe sombrent dans l'alcool et la drogue. Le groupe veut davantage de chansons que celles qui sont enregistrées, et Mick Harvey part vers Londres, où Barry Adamson remplace Tracy. Cette instabilité entrainera la dissolution du groupe un an plus tard. L'album fait partie des 1001 albums qu'il faut avoir écoutés dans sa vie.

## Titres
1. Blast Off! (uniquement sur la version CD)
2. She's Hit
3. Dead Joe (Cave, Anita Lane)
4. The Dim Locator
5. Hamlet (Pow Pow Pow)
6. Several Sins
7. Big Jesus Trash Can
8. Kiss Me Black (Cave, Anita Lane - Barry Adamson à la basse)
9. 6" Gold Blade
10. Kewpie Doll
11. Junkyard (Cave, Anita Lane)
12. Dead Joe (2nd version) (Barry Adamson à la basse, titre uniquement présent sur la version CD)
13. Release the Bats (uniquement sur la version CD)